# Ummidia waunekaae
Espèce
Ummidia waunekaae est une espèce d'araignées mygalomorphes de la famille des Halonoproctidae.

## Distribution
Cette espèce est endémique du Nouveau-Mexique aux États-Unis,.

## Description
La carapace du mâle holotype mesure 6,16 mm de long sur 6,35 mm.

## Étymologie
Cette espèce est nommée en l'honneur d'Annie Dodge Wauneka.

## Publication originale
- Godwin & Bond, 2021 : « Taxonomic revision of the New World members of the trapdoor spider genus Ummidia Thorell (Araneae, Mygalomorphae, Halonoproctidae). » ZooKeys, no 1027, p. 1-65 (texte intégral).